# Histoires vraies de l'aviation
Pour les articles homonymes, voir Histoires vraies.
Histoires vraies de l'aviation est une revue française mensuelle d’aviation parue entre octobre 1989 et janvier 1992

## Généralités
Histoires vraies de l'aviation est une revue consacrée à l’histoire de l'aviation. Elle partage le même éditeur, la Société Européenne de Presse et d'Édition Générale (SEPEG) et les Éditions Aéronautiques Françaises (EDAF) comme locataire-gérant de la publication, ainsi que la même équipe éditoriale, sous la direction d'Aldo-Michel Mungo, que la revue mensuelle Carnets de vol,.
Le premier numéro apparaît en octobre 1989. Pour son no  6 de mars 1990, l’ensemble de la publication présente des pages en couleur. Si le dernier numéro reçu au titre du dépôt légal à la bibliothèque Nationale de France est le no  26 de décembre 1991, l’ultime exemplaire publié est bien le no  27 de janvier 1992.